# Cathédrale d'York
La cathédrale d'York (en anglais York Minster) est située dans la ville d'York dans le nord de l'Angleterre. C'est, devant la cathédrale d'Uppsala, le plus grand édifice gothique d'Europe du Nord, le siège de l’archevêque d'York, second dans la hiérarchie de l’Église anglicane, et la cathédrale du diocèse d'York. Elle est présidée par un doyen et un chapitre. Son appellation formelle est : « cathédrale et église métropolitaine de Saint-Pierre à York ».
C'est l'une des principales attractions de la ville d'York, dans le comté du Yorkshire. La cathédrale est entourée du St William's College (en) (collège Saint-Guillaume), de la maison du Trésorier et de Dean's Park.

## Histoire
Le premier édifice à prendre place sur le lieu de la cathédrale était une chapelle en bois bâtie pour le baptême d'un roi anglo-saxon, Edwin de Northumbrie, le jour de Pâques de l'an 627. Le roi ordonna plusieurs travaux par la suite, mais à sa mort, ceux-ci tombèrent dans les mains d'Oswald de Northumbrie. Il dédia l'église à saint Pierre. Par la suite, l'église fut peu à peu abandonnée, jusqu'à ce que saint Wilfrid la remette à neuf et fasse construire une école et une bibliothèque autour.
En 741, l'église fut détruite par le feu et reconstruite en une structure plus importante, comprenant entre autres une trentaine d'autels. Peu d'informations sont disponibles sur le destin de la cathédrale entre cette époque et le Xe siècle.
La cathédrale fut agrandie avec le temps. Elle survécut aux attaques vikings, mais elle fut largement endommagée lors du grand feu de 1069, lorsque les Normands prirent York. Après leur invasion, ils décidèrent de construire une autre cathédrale, étant donné que la première  était en piteux état après l'incendie. En 1080, Thomas de Bayeux est devenu archevêque et a commencé la construction de la cathédrale. De style roman, elle a été achevée vers 1100 et quelques-unes des fondations sont aujourd'hui visibles dans le sous-sol de la cathédrale. Celle-ci mesurait 111 mètres de long. Lors du XIIe siècle, la cathédrale fut élargie sur les côtés est et ouest.
En 1215, Gautier de Gray devint archevêque pour les quarante années suivantes. Il contribua beaucoup à donner à l'architecture de la cathédrale d'aujourd'hui son style gothique. Il fit construire les transepts sud et nord, la chapelle de la Vierge et le chœur. Le 24 janvier 1328, le roi Édouard III y épousa sa cousine Philippa de Hainaut.
En 1407, la tour centrale s'effondra. Sa reconstruction se termina en 1433. Par la suite et jusqu'en 1472, les tours de l'ouest furent ajoutées, ce qui mit un terme à la construction de la cathédrale. Elle fut déclarée achevée la même année et fut donc consacrée. Au total, la construction de la cathédrale d'York prit plus de 250 ans.
Peu de modifications architecturales majeures intervinrent jusqu'au XIXe siècle, mais plusieurs changements radicaux au niveau de la célébration des messes et de la vocation de la cathédrale eurent lieu. Lors de la réforme anglaise, Élisabeth Ire fit détruire toutes les traces de l'Église catholique, ce qui eut pour résultat la destruction de beaucoup de trésors, vestiges, vitraux et autels de la cathédrale. Lors de la Première révolution anglaise, malgré le siège d'York, Thomas Fairfax s'assura qu'aucun dommage ne fût fait à la cathédrale.
En 1829, Jonathan Martin mit délibérément le feu au chœur, ce qui a eu pour effet de détruire le toit, la voûte et les boiseries du côté est de la cathédrale. Onze ans plus tard, un deuxième feu, accidentel et dû à l'erreur d'un ouvrier, cette fois-ci, détruisit le toit et la voûte de la nef. Lors du XXe siècle, plusieurs travaux majeurs prirent place pour éviter l'écroulement de la tour centrale. En 1967, des travaux d'excavation permirent de découvrir les fondations romaines et normandes dans le sous-sol de la cathédrale, sous le transept sud.
Le dernier incendie à avoir endommagé la cathédrale fut celui de juillet 1984 provoqué par la foudre.
Depuis 2007, d'importants travaux de rénovations prennent place dans la cathédrale, particulièrement pour rénover le vitrail est, à un coût estimé de 23 millions de livres sterling.
En 2011, un mémorial était inauguré dans la cathédrale pour les membres de l'Armée de l'Air Libre française tués dans la Seconde Guerre mondiale et basés près d'York.

## Architecture

### Dimensions
- Longueur hors-tout de la cathédrale : 160 m,
- Largeur des transepts : 76 m,
- Hauteur de la voûte : 27 m,
- Hauteur des tours de façade : 53 m,
- Hauteur de la tour-lanterne : 60 m[5].

### La nef

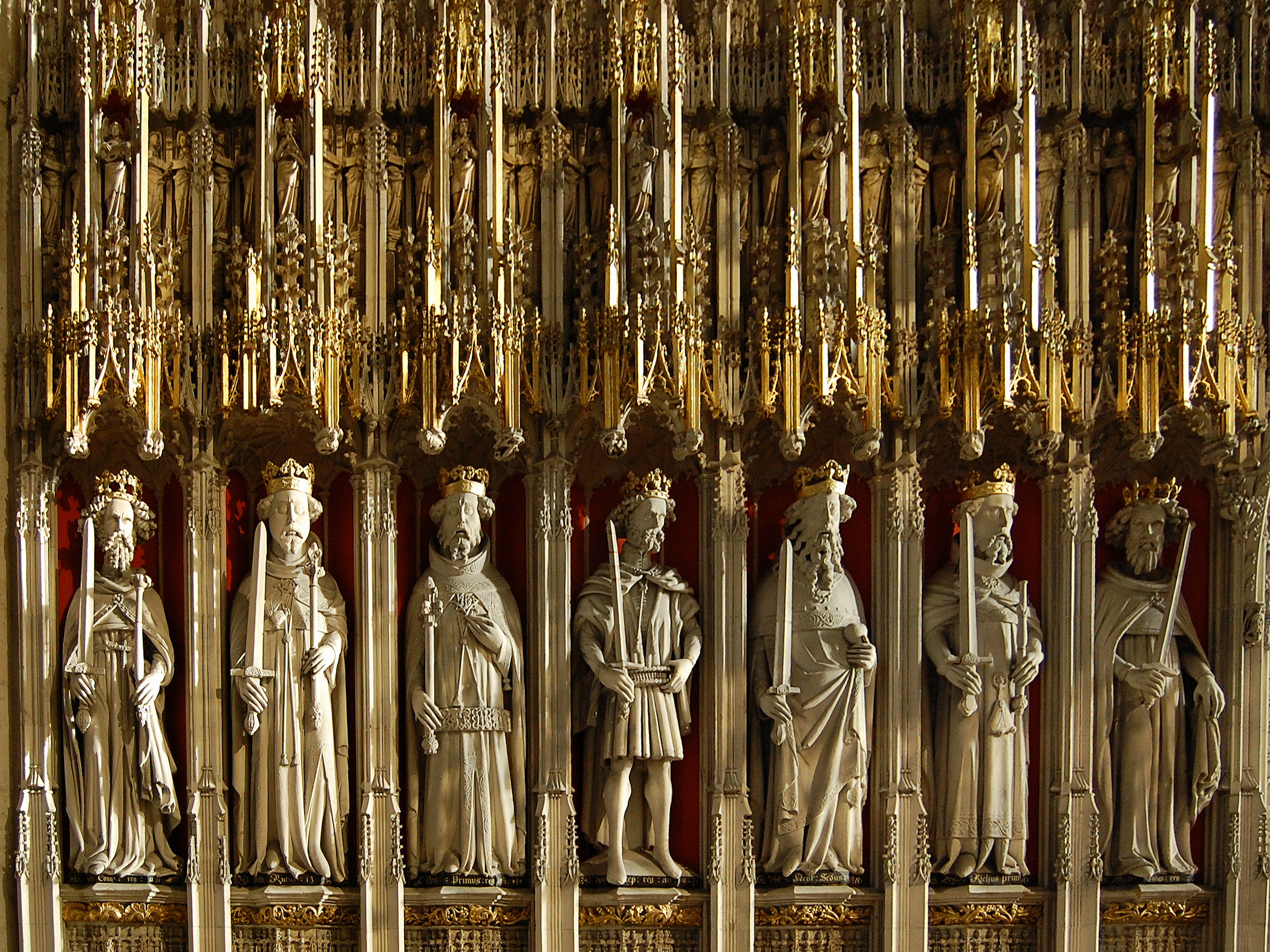
Détail du jubé.

Les voûtes de style gothique forment ici la nef la plus large d'Angleterre, bâtie entre 1291 et 1350. Elle est de style gothique curvilinéaire. L'impressionnant orgue, qui date du XVe siècle, sépare la nef du chœur. L'orgue est décoré de sculpture représentant, en taille réelle, quinze rois d'Angleterre, en commençant par Guillaume Ier et en terminant par Henri VI. Du côté ouest se trouve le grand vitrail connu sous le nom de « Cœur du Yorkshire » à cause de sa forme. Il a été construit en 1338. Tout près se trouvent deux autres vitraux datant du XIVe siècle. L'un propose des scènes du métier de fondeur de cloche et l'autre l'arbre généalogique de Jésus Christ.
Du côté opposé se trouve le grand vitrail est, dominant la chapelle de la Vierge. Il constitue la plus vaste verrière médiévale du monde et représente le début et la fin du monde, selon la Genèse et l'Apocalypse.

### La salle capitulaire

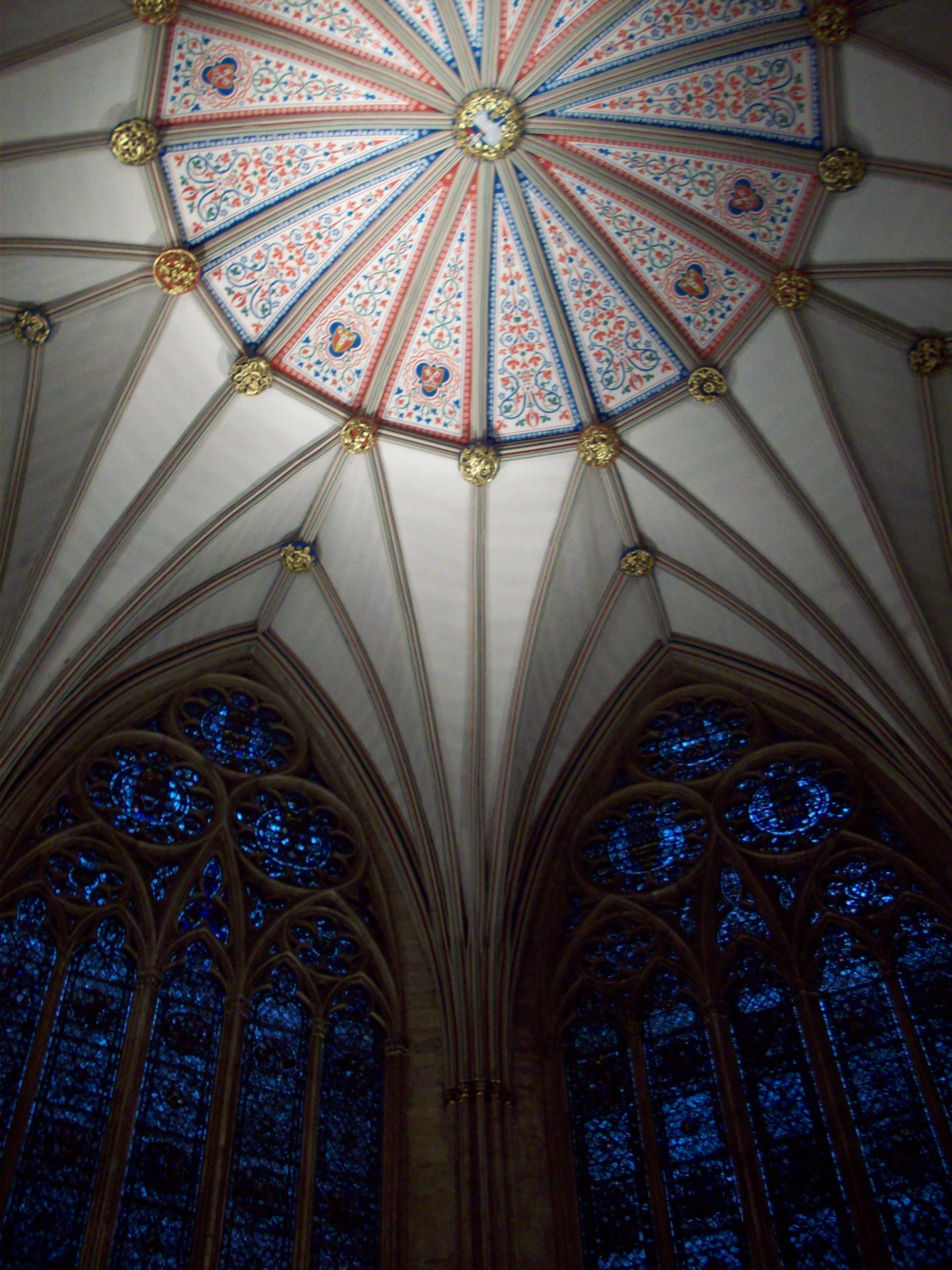
La salle capitulaire.

Érigée pour les affaires du doyen, cette salle est étonnamment différente du reste de la cathédrale. Bien qu'elle soit aussi de style gothique, elle est toutefois ornée de plusieurs sculptures surprenantes et parfois subtiles, comme des têtes d'animaux et des feuilles. On y trouve beaucoup de sculptures d'hommes verts, qui signifient la vie et la renaissance. La majorité de ces sculptures datent environ de 1270.
La salle est construite selon un plan octogonal. La majorité des murs est constituée de verrières, offrant donc à la salle une luminosité exceptionnelle. Devant chaque mur se trouve un banc doté de six sièges ; la salle est conçue de telle façon que tous les membres présents dans la salle soient sur un pied d'égalité, car personne n'a de siège central. Au plafond, la voûte en bois à seize branches est décorée de façon luxuriante. Aucune poutre centrale ne soutient le plafond, ce qui est exceptionnel en comparaison avec d'autres cathédrales gothiques contemporaines de celle d'York.

### Le chœur

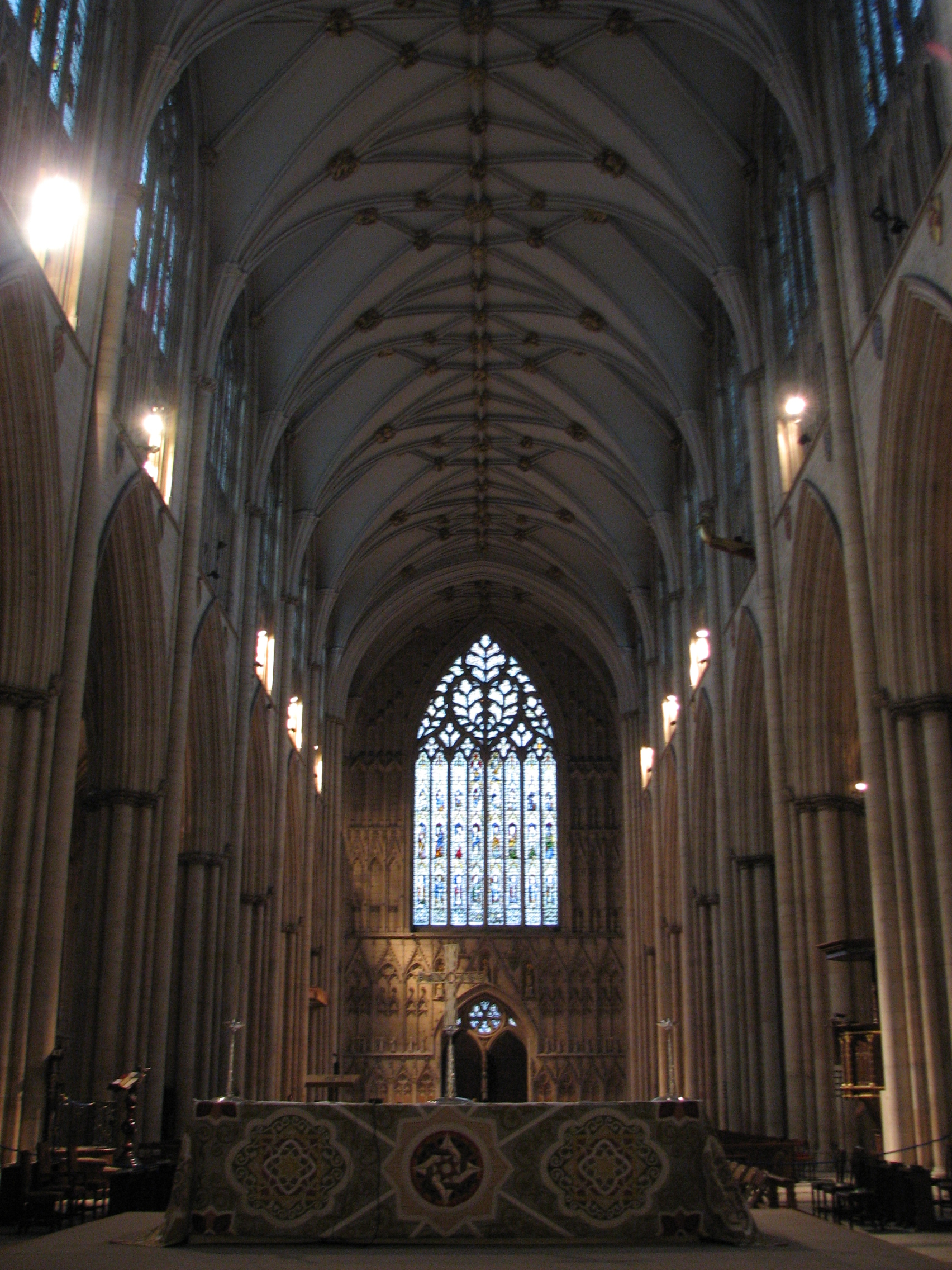
Chapelle de la Vierge et vitrail est.

La majorité des offices sont chantés dans le chœur, délimité du reste de la cathédrale par l'orgue. Un aigle-lutrin en cuivre est utilisé pour toutes les lectures religieuses depuis 1686. Un projet spécial réalisé par les brodeuses d'York y prend également place : elles ont brodé tous les oiseaux et les animaux qui prennent place un peu partout dans la cathédrale. Les broderies sont situées dans le bas-côté nord. Le chœur de la cathédrale d'York a été bâti dans le style gothique perpendiculaire.

### La tour centrale
275 marches étroites relient le sol au sommet de la tour, qui date du XVe siècle. Le poids de la tour est estimé à 16 000 tonnes. Elle a même failli s'écrouler dans les années 1960.
Une magnifique vue de la ville d'York et même plus loin par temps clair s'offre aux visiteurs téméraires. L'ascension n'est pas recommandée aux gens souffrant de troubles cardiaques, respiratoires, aux femmes enceintes ou aux personnes souffrant de claustrophobie ou de vertige. Un badge est disponible pour les visiteurs voulant conserver une preuve de leur ascension.

### Les transepts
Les deux transepts ont été les premières parties de la cathédrale à être construites. Tous deux sont dans un esprit gothique primitif. Celui du nord contient une horloge, accompagnée de deux figurines datant de 400 ans, Gog et Magog. Ils s'occupent de sonner toutes les heures et les quarts d'heures. Une horloge astronomique a été créée en 1955 pour commémorer l'honneur des soldats de l'armée de l'air morts au combat.
C'est également dans cette partie de la cathédrale que se trouve le fameux vitrail des « Cinq Sœurs ». Datant d'environ 1260, il s'agit du vitrail entier le plus ancien de la cathédrale. Son nom provient du fait qu'il est composé de cinq lancettes de 16 mètres en grisaille de couleur vert argenté. Il est actuellement dédié à toutes les femmes qui ont perdu la vie lors des Guerres mondiales du XXe siècle.
La rosace se trouve dans le transept sud. Son verre date d'environ 1500 et commémore l'union entre les maisons royales d'Yorkshire et Lancastre. Le toit en bois du transept sud a été la proie des flammes en 1984. Il fut restauré en 1988. Au plafond se trouvent dorénavant des joints, décorés de dessins d'enfants ayant participé à une émission de télévision locale.

### Le sous-sol, le trésor et la crypte
Le sous-sol de la cathédrale est l'endroit où l'on peut trouver des vestiges de l'époque romaine et normande. Comme la ville d'York fut jadis gouvernée par les Romains, plusieurs fondements et ruines sont encore présents dans la ville. Encore active aujourd'hui, la crypte contient les trésors ecclésiastiques conservés depuis plusieurs centaines d'années. Des sculptures vikings et romaines s'y trouvent également.

### Les vitraux
La cathédrale renferme la plus grande collection d'anciens vitraux médiévaux que l'on puisse voir en un même lieu en Angleterre.

## Visiteurs
L'entrée de cette cathédrale est payante. Il est possible d'y faire une visite guidée par des volontaires locaux et d'y visiter les sous-sols, les trésors et la crypte. Il est aussi possible de faire l'ascension des 275 marches qui mènent au sommet de la tour centrale.
Les visiteurs peuvent également profiter d'une visite au studio de conservation du verre, le studio Bedern Glazier. Ils pourront observer des sessions de restauration de verre médiéval.

## Galerie d'images

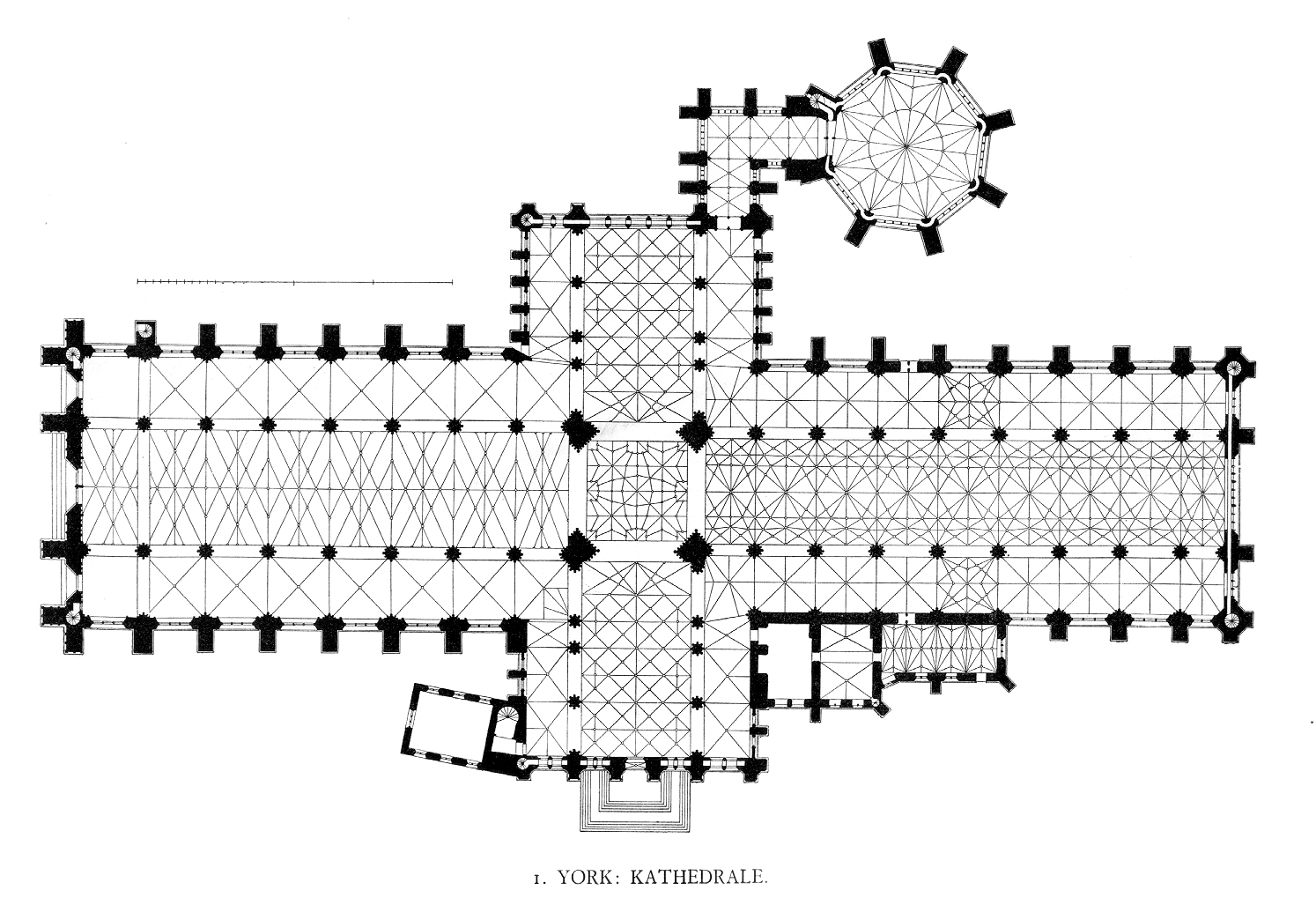
Plan de la cathédrale d'York par G. Dehio.

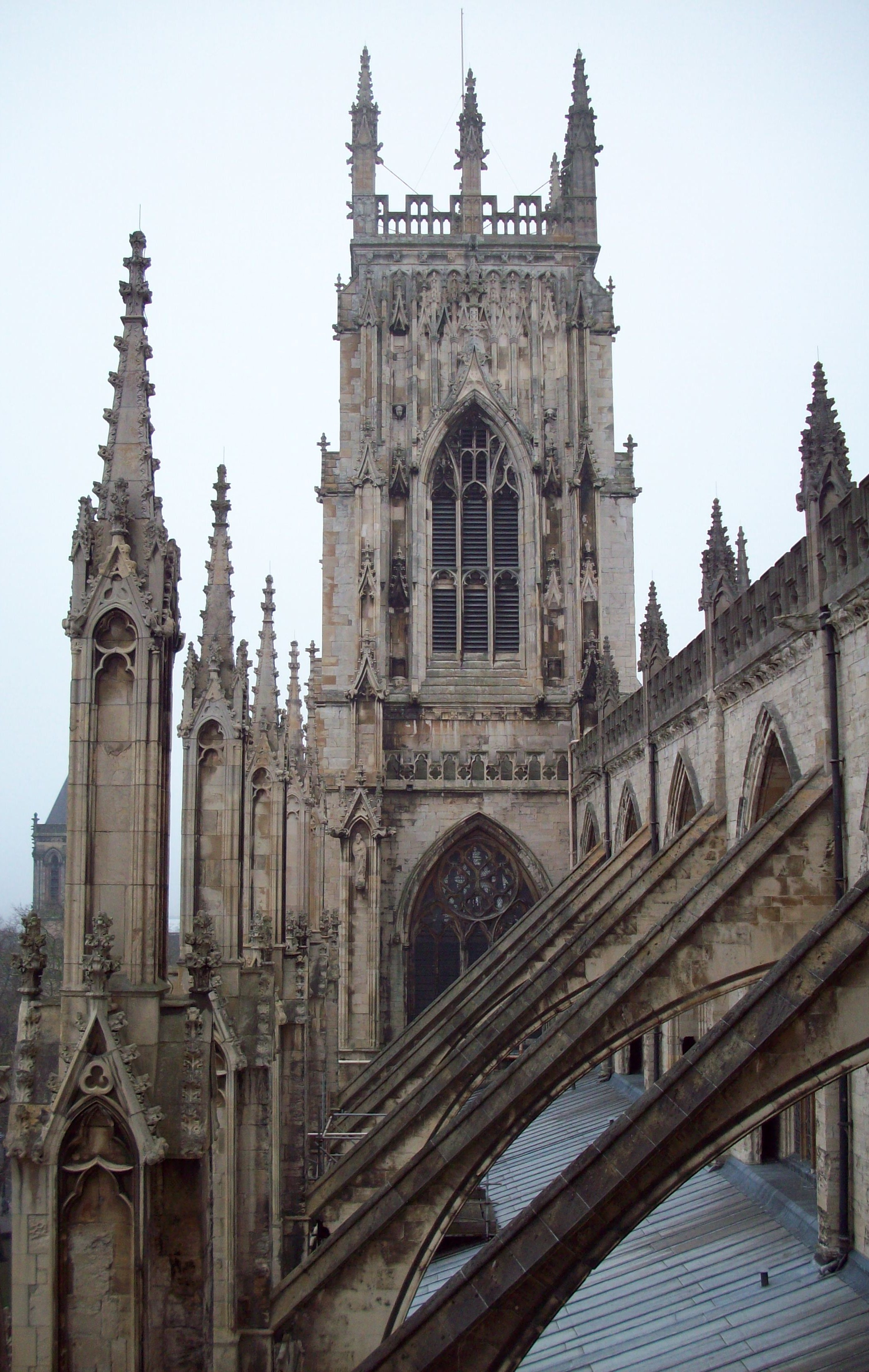
Cathédrale d'York vue du pont entre le sol et le sommet de la tour centrale.
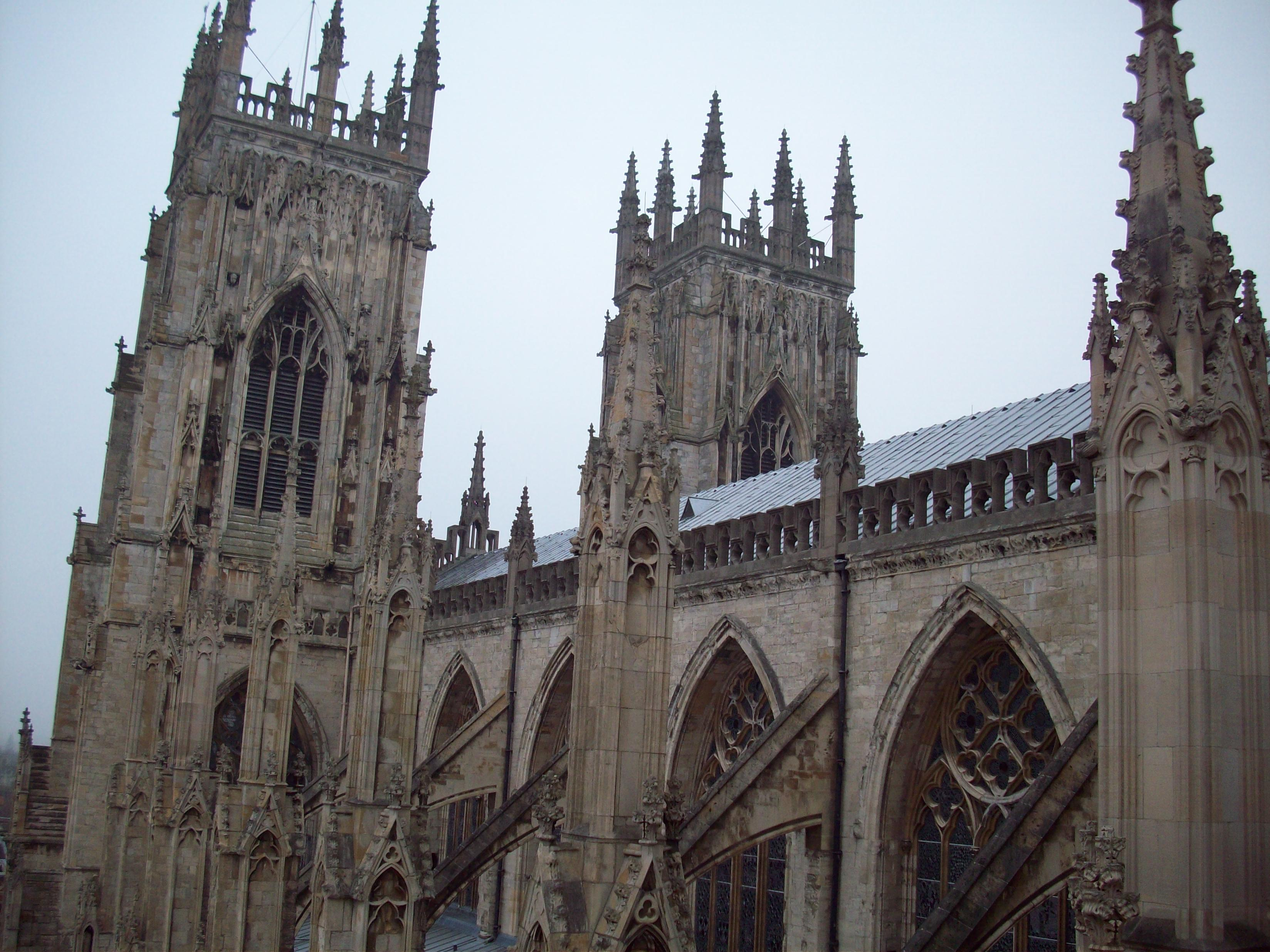
Cathédrale d'York.
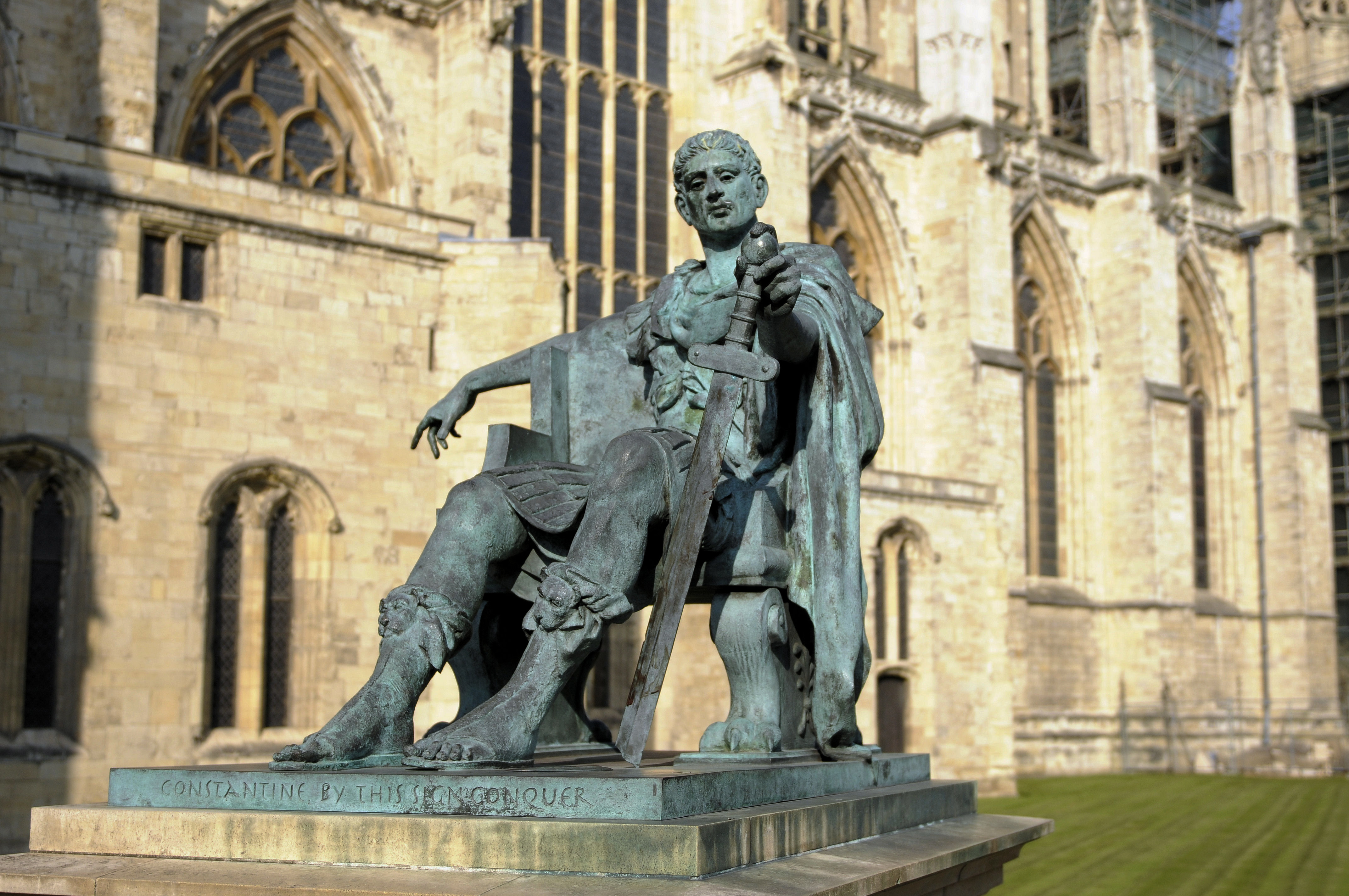
Statue de Constantin le Grand.
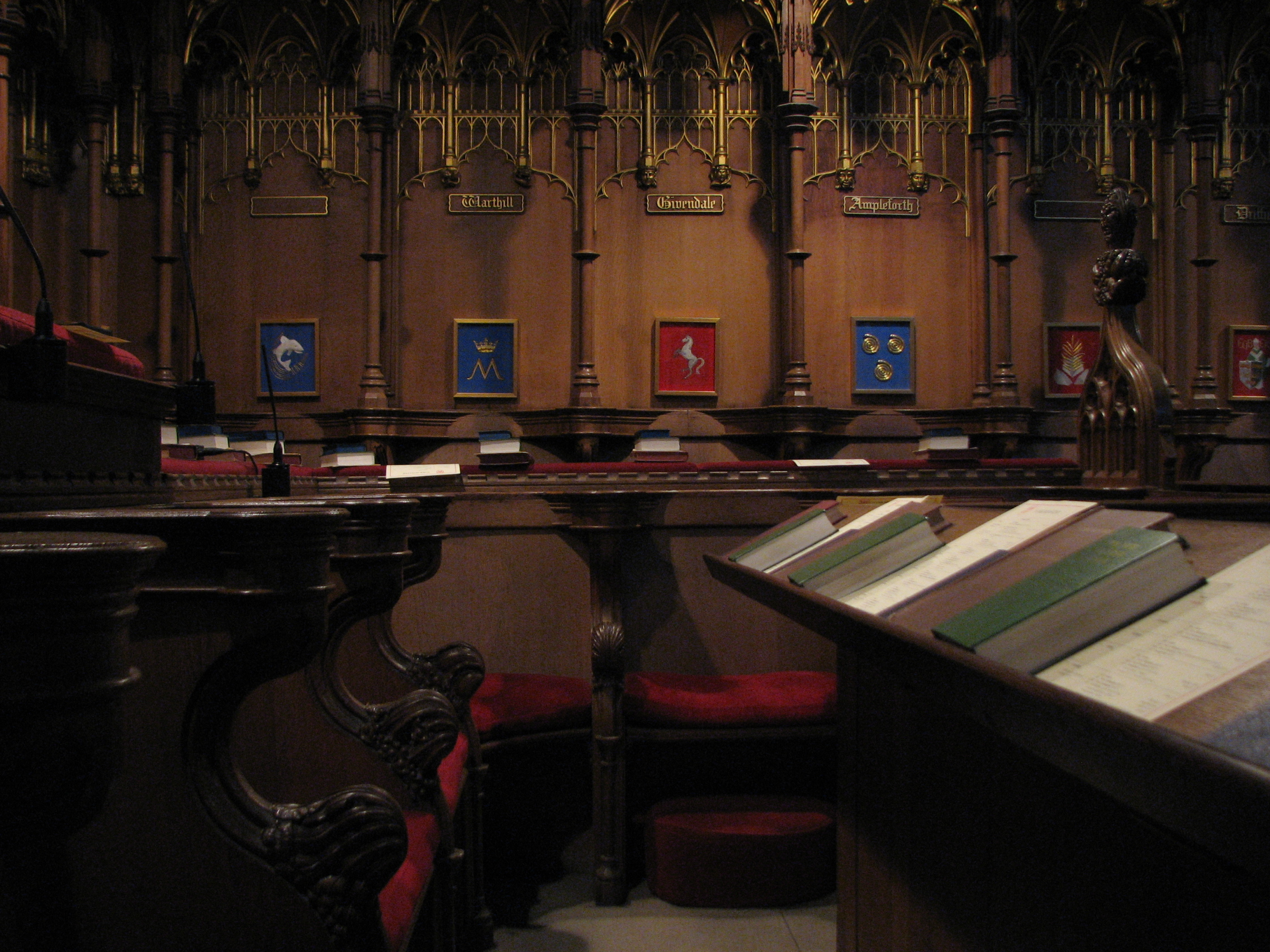
Le chœur de la cathédrale.
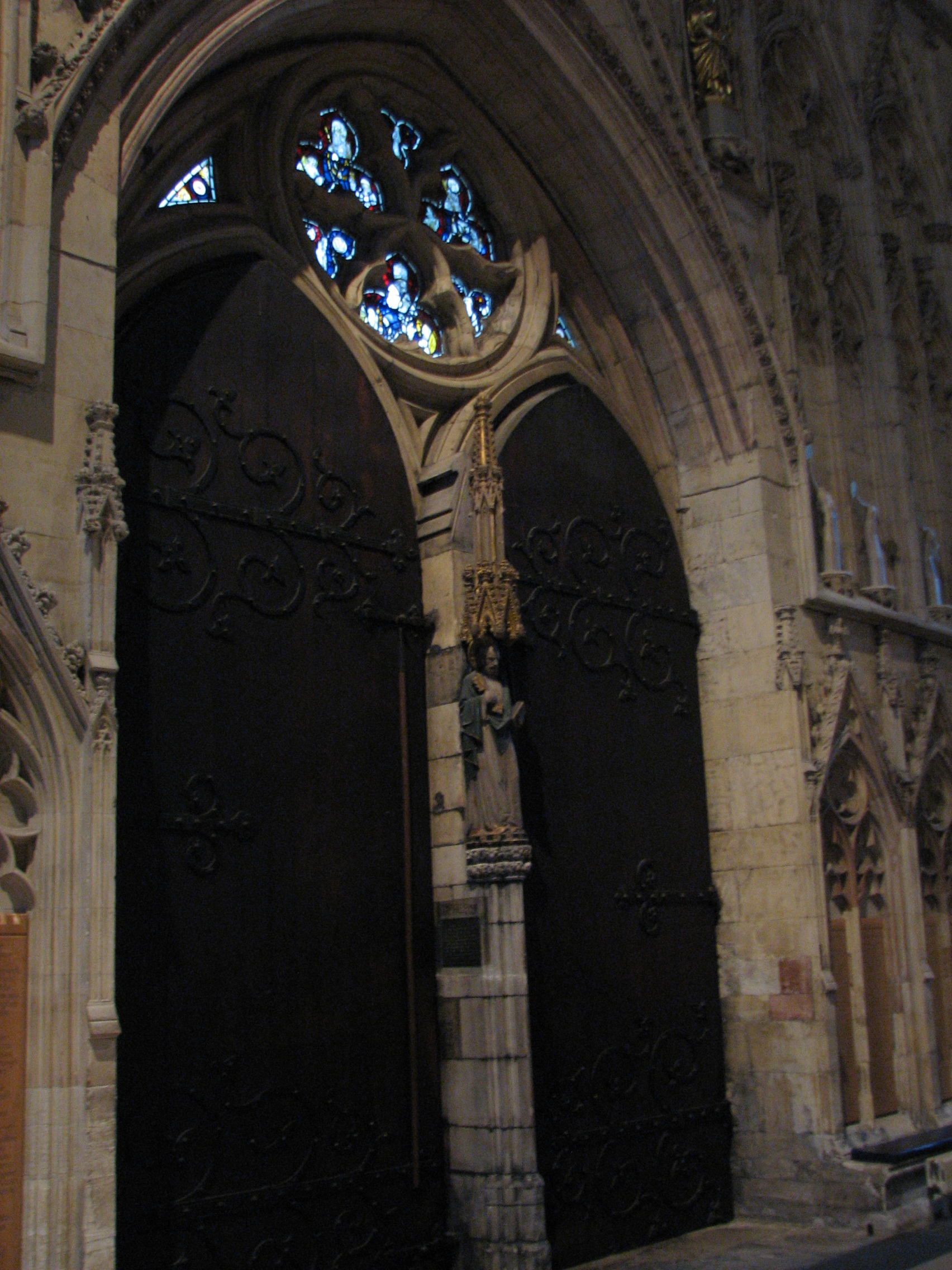
Les portes de la chapelle de la Vierge.
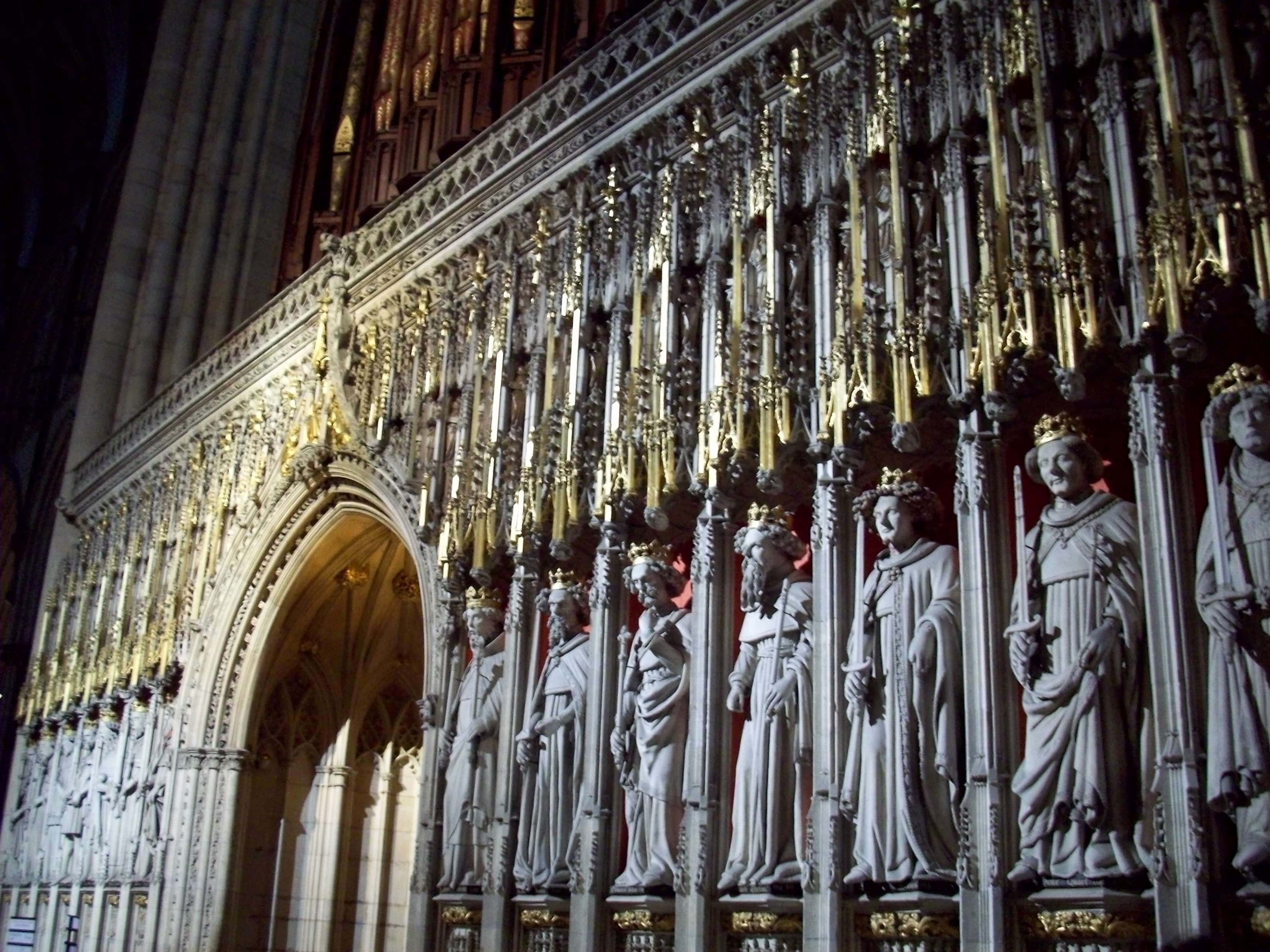
Chœur de la cathédrale.
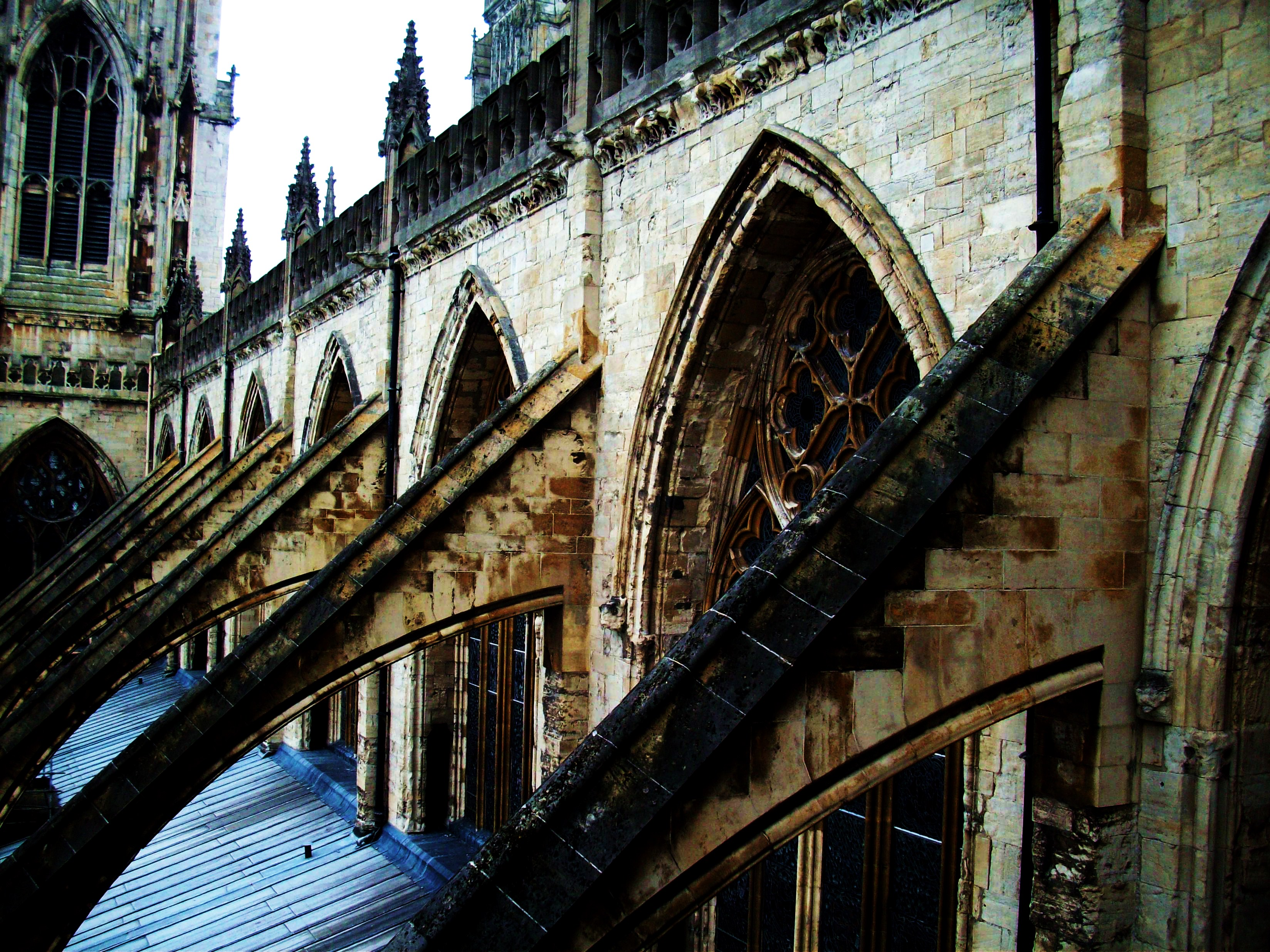
Cathédrale d'York vue du pont entre le sol et le sommet de la tour centrale.
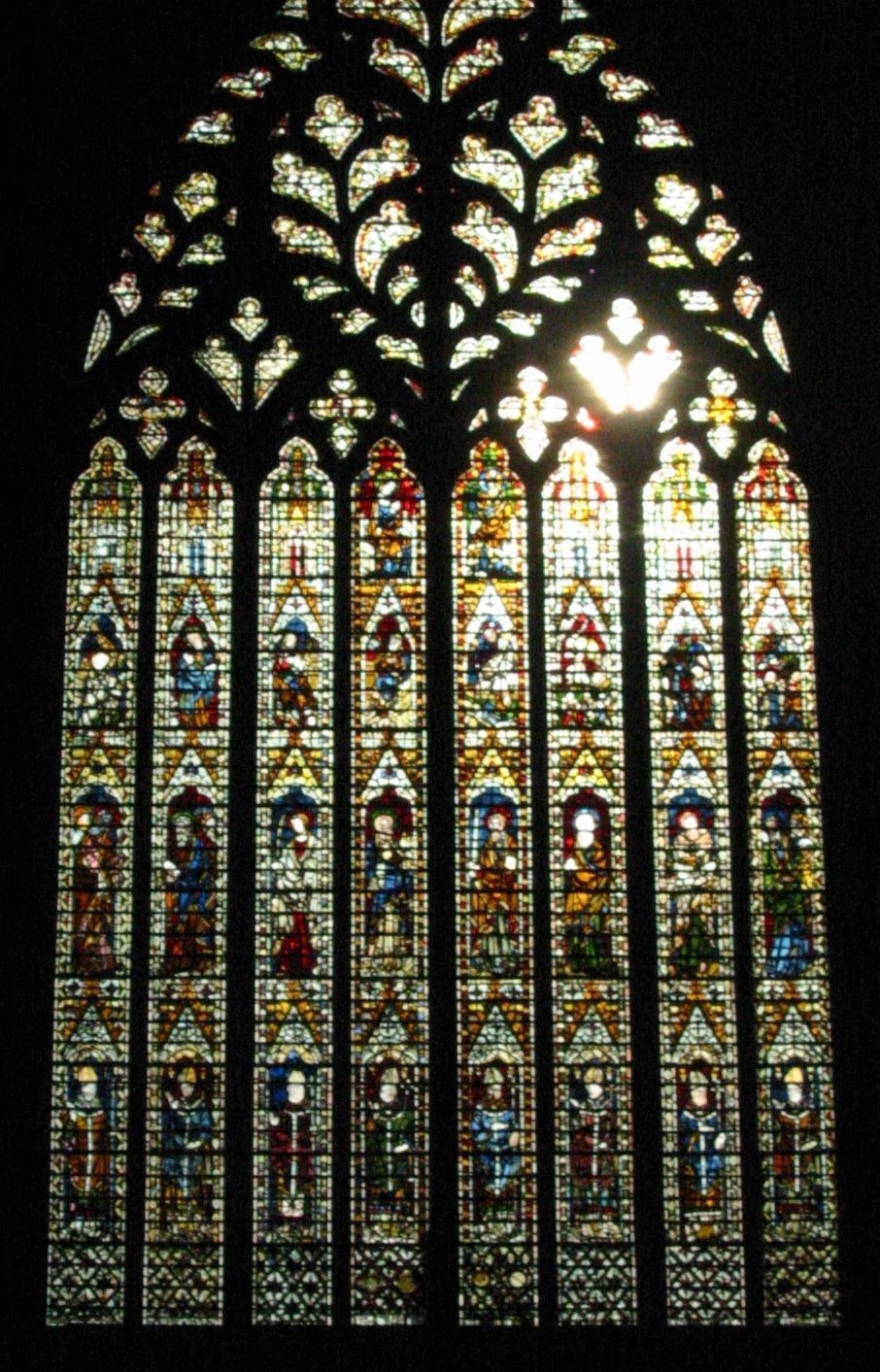
Vitrail ouest.
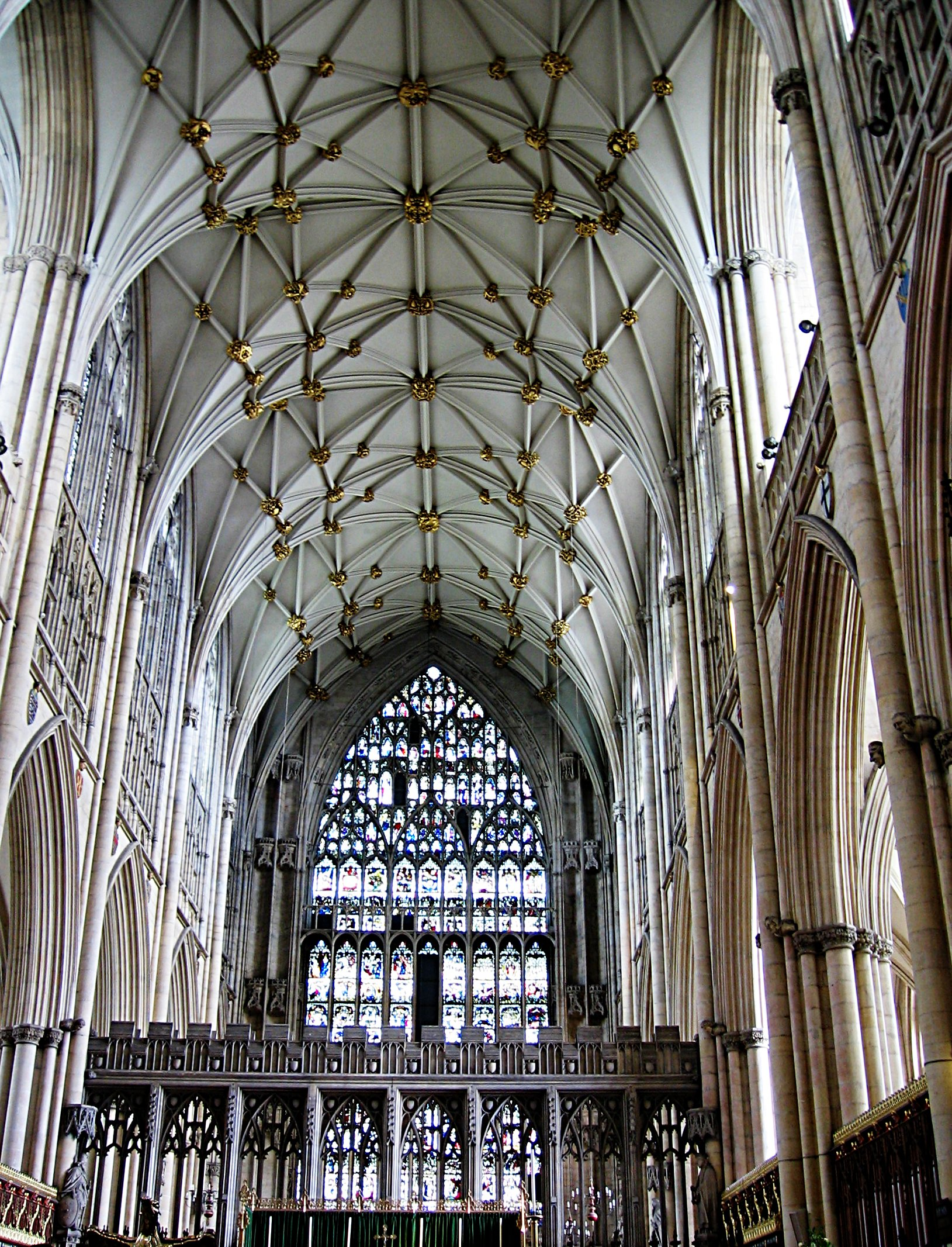
Chœur et côté est.
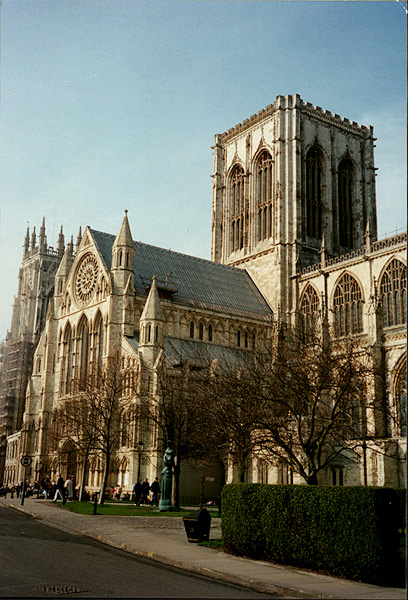
Vue de l'extérieur.
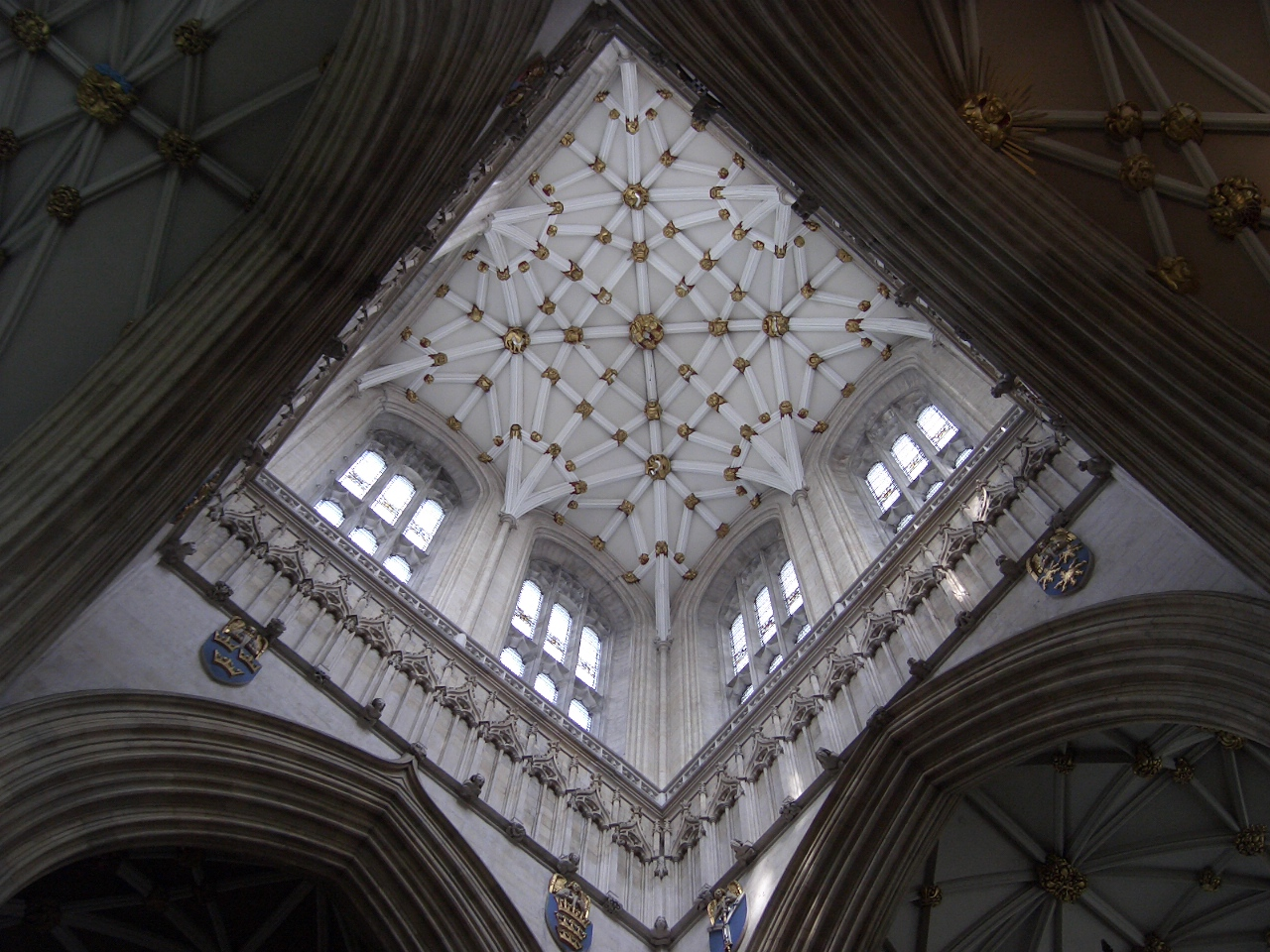
Tour centrale vue de l'intérieur.
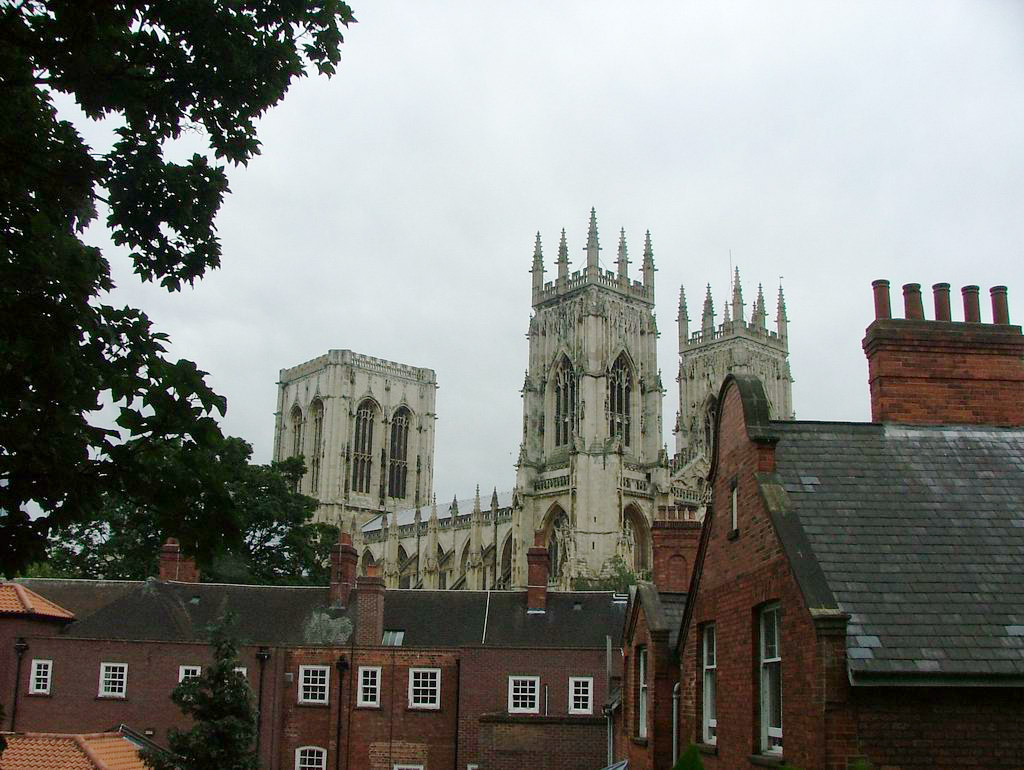
Vue du rempart romain.
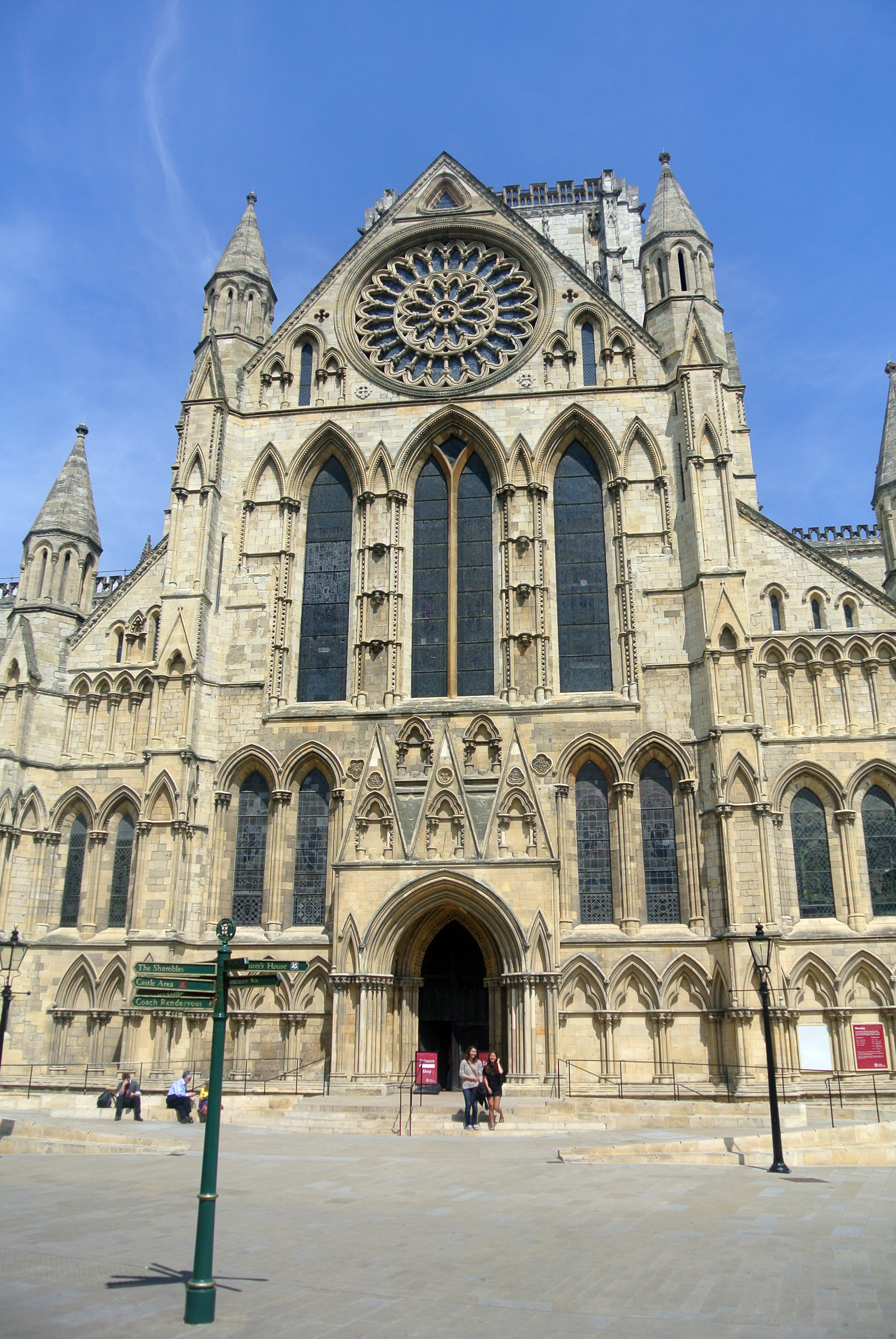
Vue de l'extérieur.
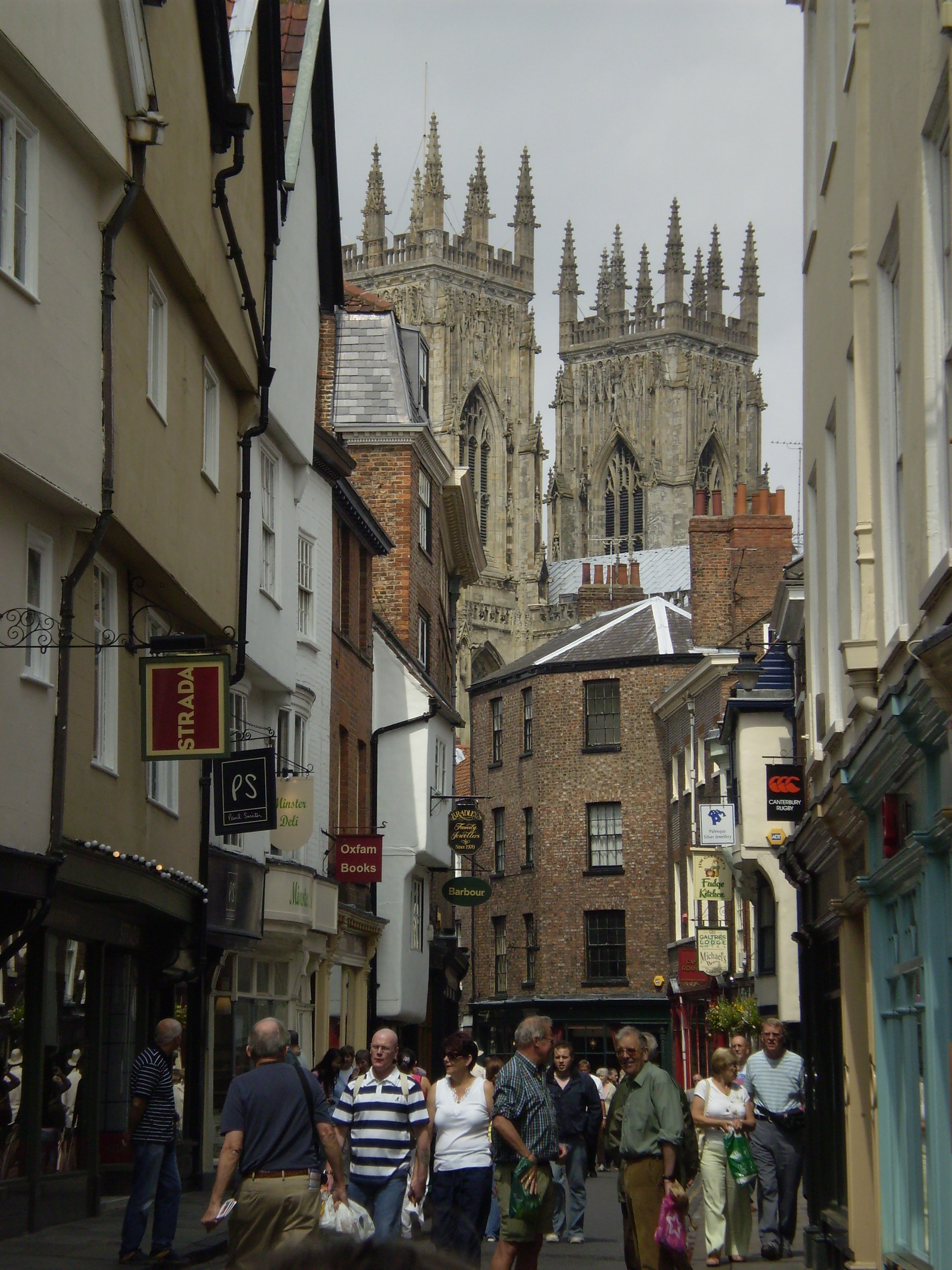
Vue des Shambles.
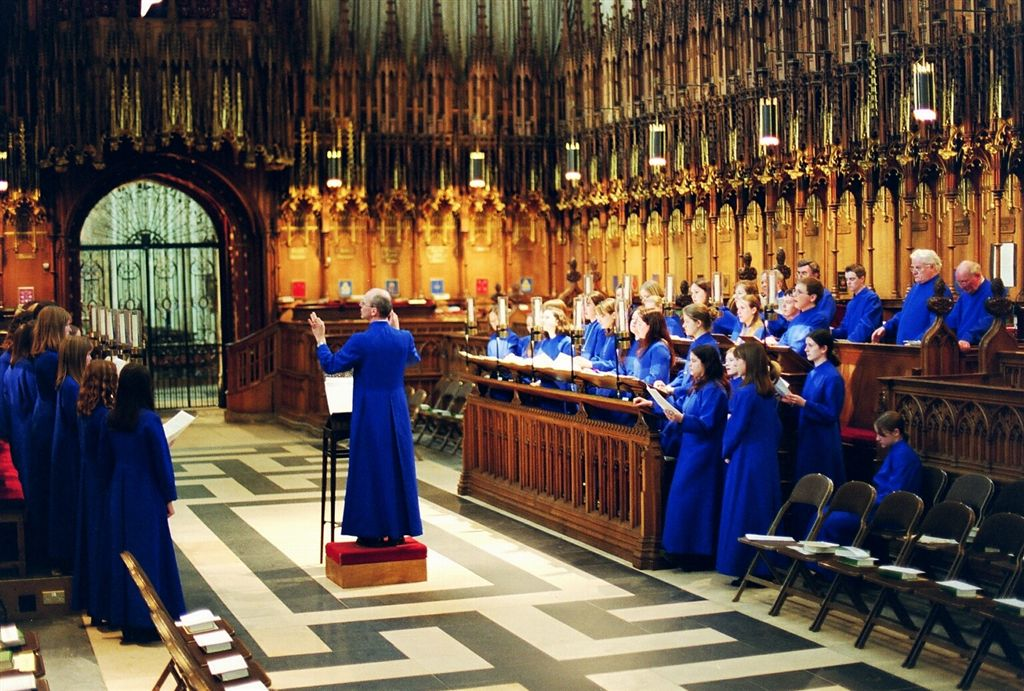
Chœur.
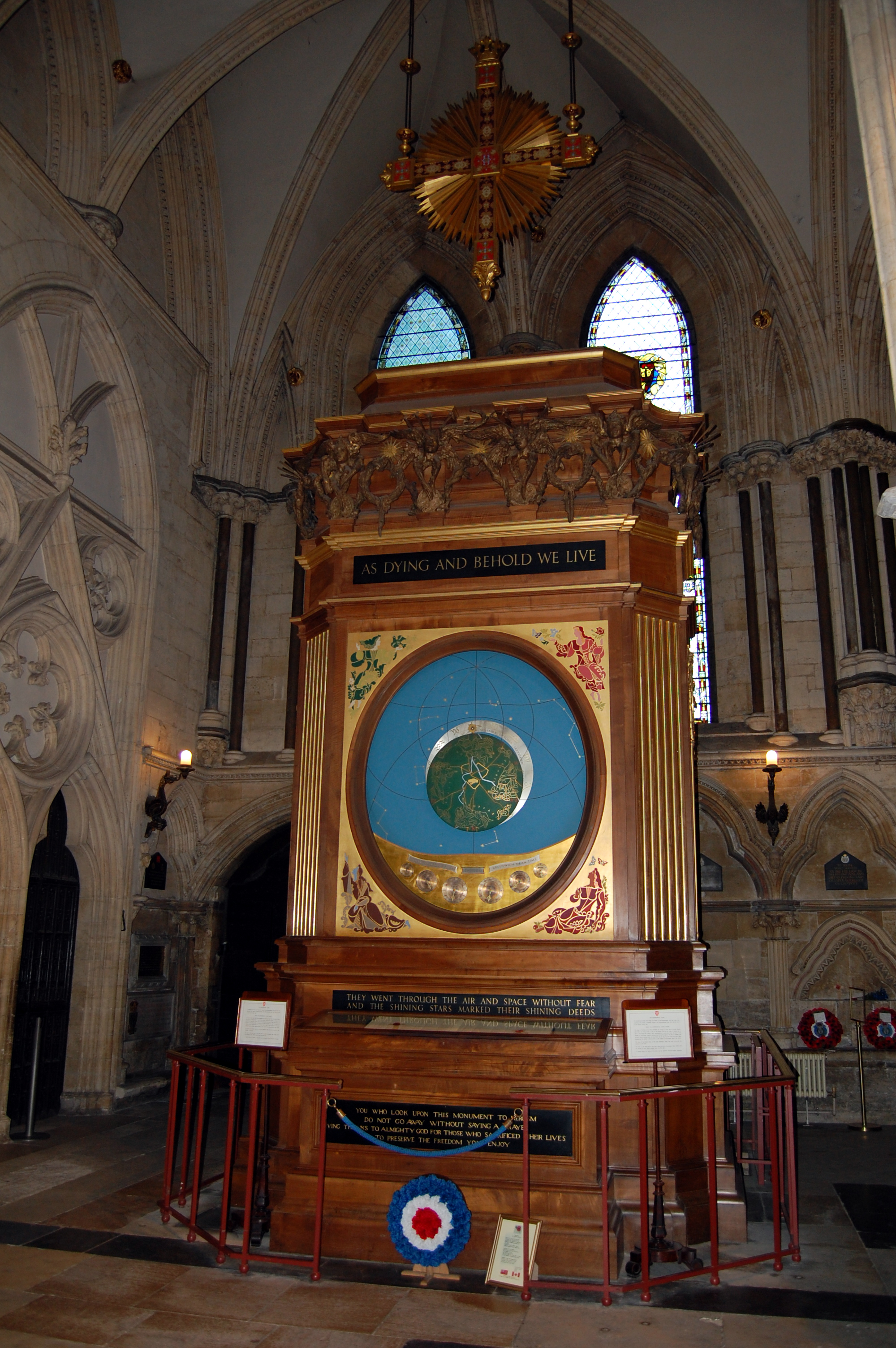
Horloge astronomique.
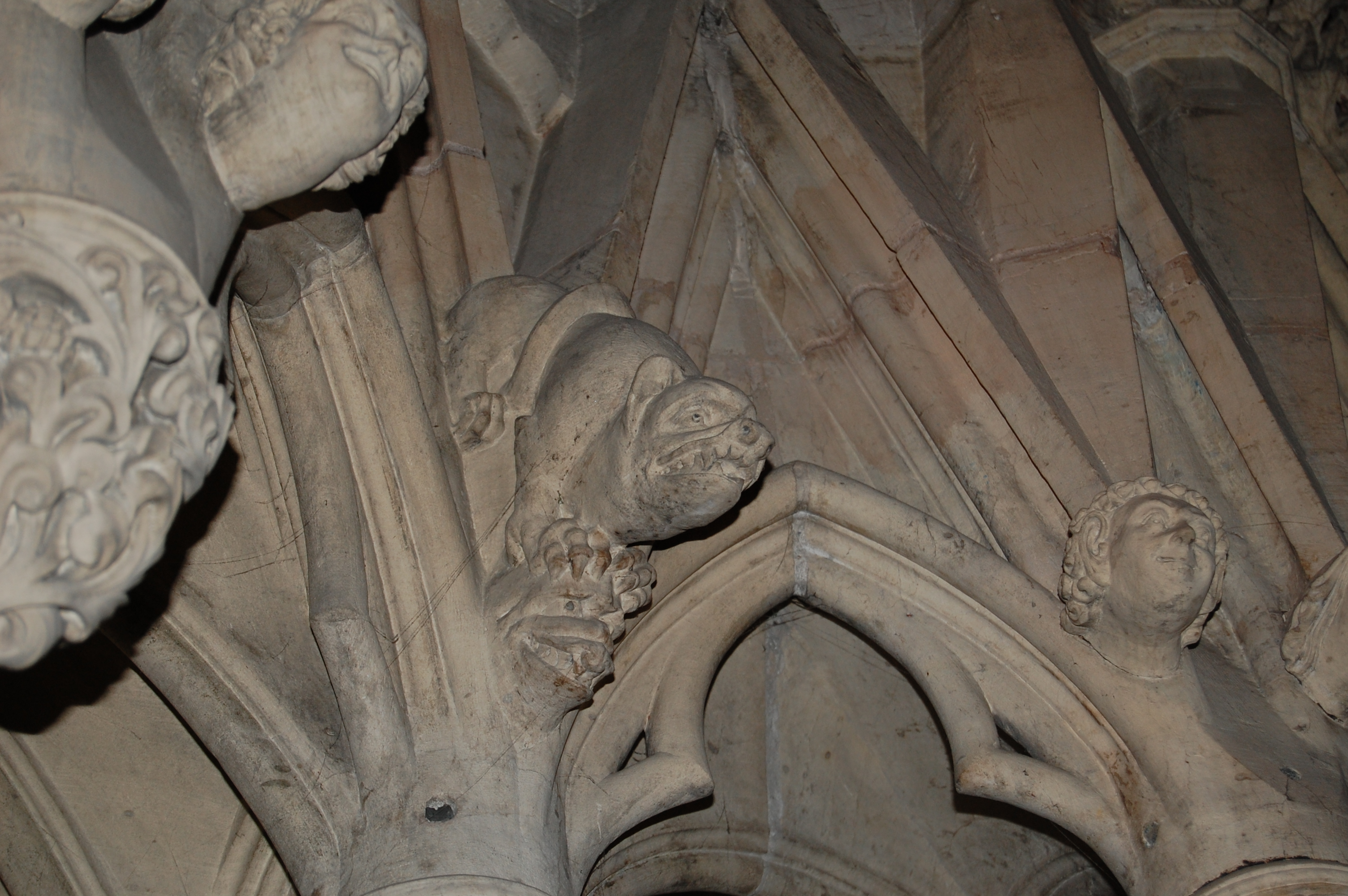
Détails de la salle capitulaire.
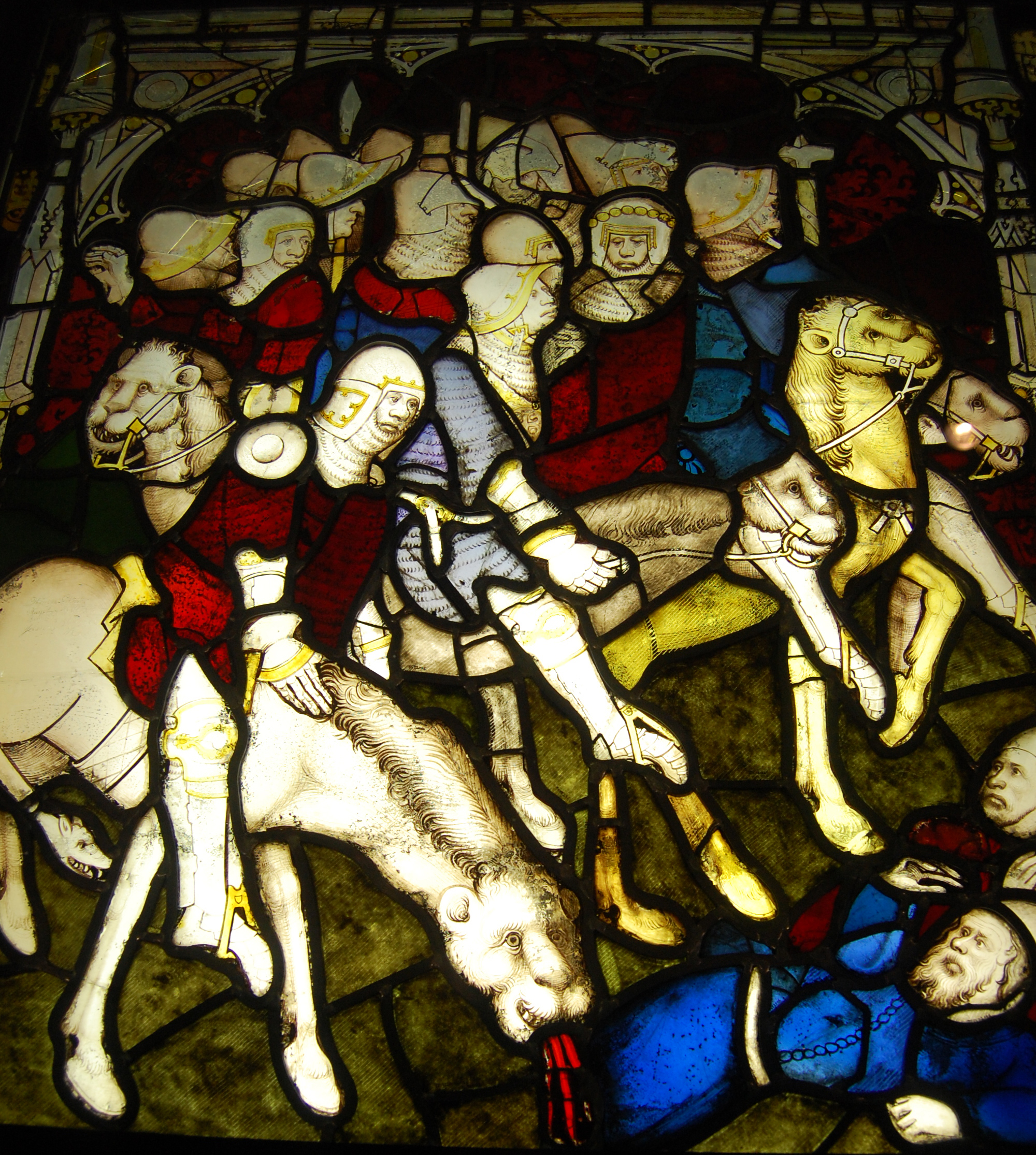
Vitrail.
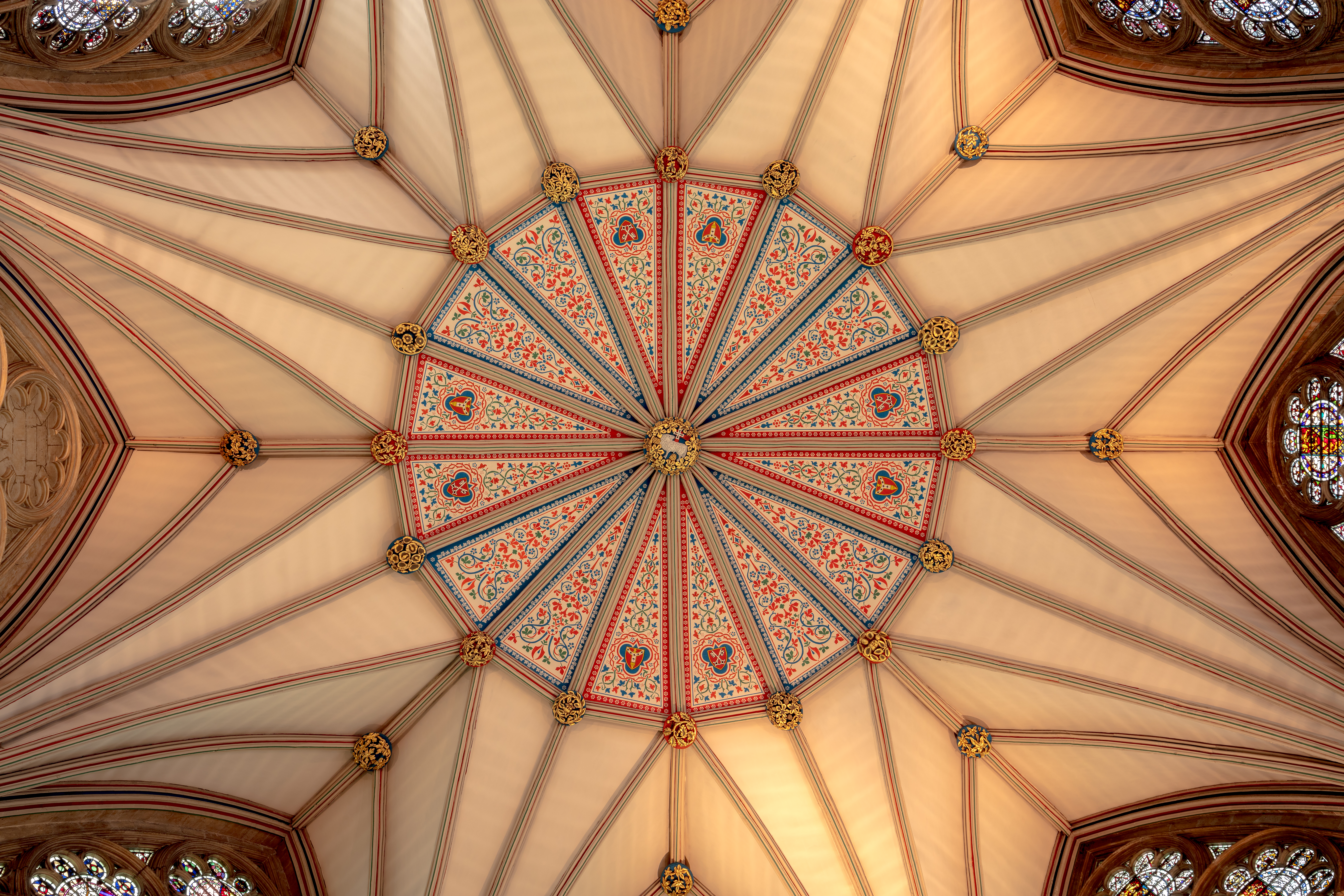
Plafond.